# Persone di cognome O'Brien
| Questa pagina contiene informazioni ricavate automaticamente dalle voci biografiche con l'ausilio del template Bio e di un bot. L'aggiornamento è periodico e automatico e ricostruisce completamente la pagina. Se manca una persona in questa lista, sei pregato di non aggiungerla, ma accertati piuttosto che la sua voce biografica contenga il template Bio e che i dati anagrafici siano correttamente compilati. Se il template Bio manca, inseriscilo tu stesso o, in alternativa, metti l'avviso {{tmp\|Bio}} che ne segnala la mancanza. Se i dati riportati sono sbagliati, correggi direttamente la voce biografica; le modifiche saranno visibili in questa lista entro pochi giorni. Per chiarimenti vedi il progetto antroponimi. La lista contiene solo le 104 persone che sono citate nell'enciclopedia e per le quali è stato implementato correttamente il template Bio. Pagina aggiornata al 7 ago 2025. |

Questa è una lista di persone presenti nell'enciclopedia che hanno il cognome O'Brien, suddivise per attività principale.

## Allenatori di calcio(2)
- Joey O'Brien, allenatore di calcio e ex calciatore irlandese (Dublino, n. 1986)
- Mick O'Brien, allenatore di calcio e calciatore irlandese (Kilcock, n. 1893 - † 1940)

## Allenatori di football americano(1)
- Bill O'Brien, allenatore di football americano statunitense (Dorchester, n. 1969)

## Animatori(1)
- Willis O'Brien, animatore, regista e effettista statunitense (Oakland, n. 1886 - Los Angeles, † 1962)

## Arbitri di pallacanestro(1)
- John O'Brien, arbitro di pallacanestro, dirigente sportivo e dirigente d'azienda statunitense (Brooklyn, n. 1888 - Oceanside, † 1967)

## Attori(13)
- Austin O'Brien, attore statunitense (Eugene, n. 1981)
- Dave O'Brien, attore, regista e commediografo statunitense (Big Spring, n. 1912 - Isola di Santa Catalina, † 1969)
- Donald O'Brien, attore irlandese (Pau, n. 1930 - Andernos-les-Bains, † 2018)
- Edmond O'Brien, attore statunitense (New York, n. 1915 - Inglewood, † 1985)
- Eugene O'Brien, attore statunitense (Boulder, n. 1880 - Los Angeles, † 1966)
- George O'Brien, attore statunitense (San Francisco, n. 1899 - Broken Arrow, † 1985)
- John B. O'Brien, attore e regista statunitense (Roanoke, n. 1884 - Los Angeles, † 1936)
- Kieran O'Brien, attore britannico (Rochdale, n. 1973)
- Logan O'Brien, attore e cantante statunitense (Los Angeles, n. 1992)
- Mark O'Brien, attore e regista canadese (Saint John's, n. 1984)
- Niall O'Brien, attore irlandese (Dalkey, n. 1946 - Bray, † 2009)
- Pat O'Brien, attore statunitense (Milwaukee, n. 1899 - Santa Monica, † 1983)
- Trever O'Brien, attore statunitense (Newport Beach, n. 1984)

## Attrici(6)
- Emily O'Brien, attrice e scrittrice britannica (Bedfordshire, n. 1985)
- Joan O'Brien, attrice e cantante statunitense (Cambridge, n. 1936 - San Antonio, † 2025)
- Margaret O'Brien, attrice statunitense (San Diego, n. 1937)
- Maureen O'Brien, attrice e scrittrice inglese (Liverpool, n. 1943)
- Tina O'Brien, attrice televisiva britannica (Rusholme, n. 1983)
- Virginia O'Brien, attrice e cantante statunitense (Los Angeles, n. 1919 - Woodland Hills, † 2001)

## Avvocati(1)
- Robert Charles O'Brien, avvocato e politico statunitense (Los Angeles, n. 1966)

## Biblisti(1)
- Peter T. O'Brian, biblista e presbitero australiano (n. 1935)

## Bobbisti(1)
- Jay O'Brien, bobbista statunitense (New York, n. 1883 - Palm Beach, † 1940)

## Calciatori(11)
- Aiden O'Brien, calciatore irlandese (Londra, n. 1993)
- Alan O'Brien, ex calciatore irlandese (Dublino, n. 1985)
- Andy O'Brien, ex calciatore inglese (Harrogate, n. 1979)
- Conor O'Brien, ex calciatore statunitense (New York, n. 1988)
- Jake O'Brien, calciatore irlandese (Cork, n. 2001)
- James John O'Brien, ex calciatore irlandese (Alexandria, n. 1987)
- John O'Brien, ex calciatore statunitense (Los Angeles, n. 1977)
- Lewis O'Brien, calciatore inglese (Colchester, n. 1998)
- Liam O'Brien, ex calciatore irlandese (Dublino, n. 1964)
- Mark O'Brien, calciatore irlandese (Dublino, n. 1984)
- Ronnie O'Brien, ex calciatore irlandese (Bray, n. 1979)

## Calciatrici(1)
- Anne O'Brien, calciatrice e allenatrice di calcio irlandese (Dublino, n. 1956 - Roma, † 2016)

## Canottieri(2)
- Joseph O'Brien, canottiere australiano (Dubbo, n. 1998)
- Shane O'Brien, ex canottiere neozelandese (Auckland, n. 1960)

## Cantanti(1)
- Giorgia O'Brien, cantante e attrice italiana (Palermo, n. 1928 - Palermo, † 2004)

## Cantautrici(1)
- Olivia O'Brien, cantautrice statunitense (Los Angeles, n. 1999)

## Cardinali(2)
- Edwin Frederick O'Brien, cardinale e arcivescovo cattolico statunitense (New York, n. 1939)
- Keith O'Brien, cardinale e arcivescovo cattolico britannico (Ballycastle, n. 1938 - Newcastle upon Tyne, † 2018)

## Cestisti(9)
- Jim O'Brien, ex cestista e allenatore di pallacanestro statunitense (New York, n. 1949)
- Bill O'Brien, cestista statunitense (Chicago, n. 1917 - Grosse Pointe Farms, † 1985)
- Bob O'Brien, cestista statunitense (n. 1927 - Castle Rock, † 2008)
- Jake O'Brien, cestista statunitense (Weymouth, n. 1989)
- Jim O'Brien, ex cestista e allenatore di pallacanestro statunitense (Filadelfia, n. 1952)
- Jim O'Brien, ex cestista statunitense (Falls Church, n. 1951)
- J.J. O'Brien, cestista statunitense (San Diego, n. 1992)
- Ralph O'Brien, cestista statunitense (Henshaw, n. 1928 - Clearwater Beach, † 2018)
- Tommy O'Brien, cestista statunitense (n. 1916 - El Paso, † 1955)

## Chitarristi(1)
- Pat O'Brien, chitarrista statunitense (Hebron, n. 1965)

## Ciclisti su strada(1)
- Kelland O'Brien, ciclista su strada e pistard australiano (Melbourne, n. 1998)

## Compositori(1)
- Eugene O'Brien, compositore statunitense (Paterson, n. 1945)

## Conduttori televisivi(1)
- Conan O'Brien, conduttore televisivo, autore televisivo e comico statunitense (Brookline, n. 1963)

## Dirigenti d'azienda(1)
- Walter O'Brien, dirigente d'azienda e informatico irlandese (Contea di Wexford, n. 1975)

## Doppiatori(1)
- Liam O'Brien, doppiatore, scrittore e regista statunitense (Weehawken, n. 1976)

## Giocatori di football americano(2)
- Jim O'Brien, ex giocatore di football americano statunitense (El Paso, n. 1947)
- Davey O'Brien, giocatore di football americano statunitense (Dallas, n. 1917 - Fort Worth, † 1977)

## Giocatori di snooker(1)
- Fergal O'Brien, giocatore di snooker irlandese (Contea di Dublino, n. 1972)

## Ingegnere(1)
- Kitty O'Brien Joyner, ingegnere statunitense (Charlottesville, n. 1916 - † 1993)

## Multiplisti(1)
- Dan O'Brien, ex multiplista statunitense (Portland, n. 1966)

## Musicisti(2)
- Snow, musicista e cantante canadese (Toronto, n. 1969)
- Ed O'Brien, musicista britannico (Oxford, n. 1968)

## Nuotatori(2)
- Ian O'Brien, ex nuotatore australiano (Wellington, n. 1947)
- Michael Jon O'Brien, ex nuotatore statunitense (Skokie, n. 1965)

## Pallanuotisti(1)
- John O'Brien, pallanuotista australiano (Melbourne, n. 1931 - † 2020)

## Patrioti(1)
- William O'Brien, patriota, giornalista e politico irlandese (Mallow, n. 1852 - Londra, † 1928)

## Pesisti(1)
- Parry O'Brien, pesista e discobolo statunitense (Santa Monica, n. 1932 - Santa Clarita, † 2007)

## Pistard(1)
- Shaun O'Brien, ex pistard australiano (n. 1969)

## Poeti(1)
- Mark O'Brien, poeta, giornalista e attivista statunitense (Boston, n. 1949 - Berkeley, † 1999)

## Polistrumentisti(1)
- Tim O'Brien, polistrumentista e cantautore statunitense (Wheeling, n. 1954)

## Politici(5)
- Edward O'Brien, XIV barone Inchiquin, politico inglese (n. 1839 - † 1900)
- John P. O'Brien, politico e avvocato statunitense (Massachusetts, n. 1873 - New York, † 1951)
- Kolouei O'Brien, politico neozelandese (Fakaofo, n. 1939 - Fakaofo, † 2015)
- Larry O'Brien, politico statunitense (Springfield, n. 1917 - New York, † 1990)
- William Smith O'Brien, politico e patriota irlandese (n. 1803 - † 1864)

## Registi(1)
- Declan O'Brien, regista, sceneggiatore e produttore cinematografico statunitense (Rochester, n. 1965 - Beverly Hills, † 2022)

## Registi teatrali(1)
- Jack O'Brien, regista teatrale, produttore teatrale e librettista statunitense (Saginaw, n. 1939)

## Rugbisti a 15(1)
- Seán O'Brien, ex rugbista a 15 irlandese (Dublino, n. 1987)

## Sciatrici alpine(2)
- Nina O'Brien, sciatrice alpina statunitense (n. 1997)
- Shae O'Brien, sciatrice alpina canadese (n. 2006)

## Scrittori(6)
- Darcy O'Brien, scrittore statunitense (Los Angeles, n. 1939 - Tulsa, † 1998)
- Fitz-James O'Brien, scrittore irlandese (contea di Cork, n. 1828 - Cumberland, † 1862)
- Flann O'Brien, scrittore e giornalista irlandese (Strabane, n. 1911 - Dublino, † 1966)
- John O'Brien, scrittore statunitense (Oxford, n. 1960 - Los Angeles, † 1994)
- Michael D. O'Brien, scrittore, artista e saggista canadese (Ottawa, n. 1948)
- Tim O'Brien, scrittore statunitense (Austin, n. 1946)

## Scrittrici(3)
- Cathy O'Brien, scrittrice statunitense (Muskegon, n. 1957)
- Edna O'Brien, scrittrice irlandese (Tuamgraney, n. 1930 - Londra, † 2024)
- Kate O'Brien, scrittrice e drammaturga irlandese (Limerick, n. 1897 - Canterbury, † 1974)

## Sindacalisti(1)
- Charles O'Brien, sindacalista statunitense (Kansas City, n. 1933 - † 2020)

## Snowboarder(1)
- Spencer O'Brien, snowboarder canadese (n. 1988)

## Tastieristi(1)
- Brendan O'Brien, tastierista e compositore statunitense (Atlanta, n. 1960)

## Tenniste(1)
- Katie O'Brien, ex tennista britannica (Beverley, n. 1986)

## Tennisti(1)
- Alex O'Brien, ex tennista statunitense (Amarillo, n. 1970)

## Velocisti(1)
- Edward O'Brien, velocista statunitense (n. 1914 - Bermuda, † 1976)

## Vescovi cattolici(2)
- Terence Albert O'Brien, vescovo cattolico irlandese (Tuogh, n. 1601 - Limerick, † 1651)
- Thomas Joseph O'Brien, vescovo cattolico statunitense (Indianapolis, n. 1935 - Phoenix, † 2018)

## Senza attività specificata(2)
- Kate O'Brien, paraciclista, pistard e ex bobbista canadese (Calgary, n. 1988)
- Patrick Cotter O'Brien, irlandese (Kinsale, n. 1760 - † 1806)